# M'Bout
M'Bout (en arabe : امبود) est une commune urbaine du sud de la Mauritanie, située dans la région de Gorgol. C'est le chef-lieu de la moughataa du même nom, le département de M'Bout.

## Géographie
La commune de M'Bout est située à l'est dans la région de Gorgol et elle s'étend sur 116 km2.
Elle est délimitée à l’est par les communes de Tikobra et de Terguent Ehl Moulaye Ely, au sud par les communes de Diadjibine Gandéga et d'Edbaye Ehl Guelaye, à l'ouest par les communes de Foum Gleita et de Lahrach.
La ville de M'Bout est située près d'un important lac, créé par le barrage de Foum Gleita, situé trois kilomètres au nord du lieu-dit de Djonaba.

## Histoire
M'Bout a été érigée en commune par l'ordonnance du 20 octobre 1987 instituant les communes de Mauritanie.

## Démographie
Lors du Recensement général de la population et de l'habitat (RGPH) de 2000, M'Bout comptait 8 899 habitants.
Lors du RGPH de 2013, la commune en comptait 11 407, soit une croissance annuelle de 2 % sur 13 ans.
M'Bout n'est pas la commune la plus peuplée du département, Foum Gleita ayant presque le double d'habitants, mais est largement la plus densément peuplée avec environ 98 habitants/km2, soit près de quatre fois plus que Foum Gleita.

## Économie
L'agriculture est au centre de l'économie de M'Bout, comme quasiment toutes les communes de la région. Mais cette économie est fragile car elle rencontre des obstacles à son développement, notamment les conditions climatiques ou le manque de moyens des agriculteurs. Pour faire face à ces obstacles, l'état ou différentes ONG financent des projets qui améliorent les conditions de vie des habitants.
La commune a notamment développé une agriculture maraîchère grâce au lac de barrage créé par le barrage de Foum Gleita, construit justement pour développer l'agriculture irriguée des communes proches.
M'Bout développe également d'autres activités telles que le commerce ou l'élevage.

## Personnalités nées à M'Bout
- Adama Sy, homme politique